# Жебник
Жебник (словен. Žebnik) — поселення в общині Радече, Савинський регіон, Словенія. Висота над рівнем моря: 411,5 м.